# Якшимбетовский сельсовет
Якшимбетовский сельсовет — муниципальное образование в Куюргазинском районе Башкортостана.
Административный центр — село Якшимбетово.

## История
Согласно Закону о границах, статусе и административных центрах муниципальных образований в Республике Башкортостан"имеет статус сельского поселения.

## Население
| 2002  | 2009  | 2010  | 2012  | 2013  | 2014  | 2015  |
| ----- | ----- | ----- | ----- | ----- | ----- | ----- |
| 3002  | ↗3206 | ↘2851 | ↘2823 | ↘2717 | ↘2647 | ↘2590 |
| 2016  | 2017  | 2018  |       |       |       |       |
| ↘2580 | ↘2535 | ↘2467 |       |       |       |       |

## Состав сельского поселения
| №  | Населённый пункт   | Тип населённого пункта       | Население |
| -- | ------------------ | ---------------------------- | --------- |
| 1  | Якшимбетово        | село, административный центр | ↘835      |
| 2  | Абдулово           | село                         | ↘408      |
| 3  | Якупово            | село                         | ↘322      |
| 4  | Кутлуюлово         | село                         | ↘277      |
| 5  | Нижнее Бабаларово  | село                         | ↘230      |
| 6  | Куюргазы           | деревня                      | ↘189      |
| 7  | Язлав              | деревня                      | ↘163      |
| 8  | Верхнее Бабаларово | село                         | ↘137      |
| 9  | Янги-Юл            | деревня                      | ↘128      |
| 10 | Караево            | деревня                      | ↘85       |
| 11 | Среднее Бабаларово | село                         | ↘64       |
| 12 | Разномойка         | хутор                        | ↘13       |

В 1980 году из состава сельсовета был исключён выселенный хутор Табалды.

## Известные уроженцы
- Азнабаев, Марат Талгатович (род. 1 февраля 1939) — российский врач-офтальмолог, заслуженный врач БАССР (1977), заслуженный врач РСФСР (1986), доктор медицинских наук (1986), профессор (1989), заслуженный деятель науки РБ (1991), академик АН РБ (1995), заслуженный деятель науки РФ (2004)[15].
- Гайсин, Хасан Назирович (8 мая 1908 — 12 августа 1991) — участник Великой Отечественной войны, сержант, командир пулемётного расчёта 700-го стрелкового полка 204-й стрелковой дивизии 51-й армии 1-го Прибалтийского фронта, Герой Советского Союза[16].